# ستيفن باور (رياضي)
ستيفن باور (بالألمانية: Steven Bauer)‏  (و. 1981  م) هو رياضي، ومبارز بالسيف ألماني.